# Tōru Iwatani
Tōru Iwatani (jap. 岩谷徹 Iwatani Tōru; ur. 25 stycznia 1955 w Tokio) – japoński projektant gier komputerowych, wieloletni pracownik spółki Namco.
Karierę rozpoczął w 1977 roku, wstępując do spółki Namco, związanej z przemysłem gier komputerowych. Jego pierwsze dzieła, Gee Bee (1978), Bomb Bee (1979) i Cutie Q (1979), są wyrazem jego pasji do maszyn z pinballami. W 1978 roku wpadł na pomysł stworzenia samodzielnej gry, która zapewniłaby spółce sukces komercyjny. Efektem pracy był Pac-Man (1980), gra zręcznościowa, w której gracz kierował tytułowym, żółtym bohaterem zjadającym kulki rozrzucone po labiryncie i unikającym czterech duszków.
Pac-Man odniósł wielki sukces komercyjny, okazując się fenomenem na skalę światową. Gra ta napędziła sprzedaż automatów do gry; na jej bazie powstał animowany serial telewizyjny, a w Stanach Zjednoczonych stała się jednym z najbardziej rozpoznawalnych dzieł elektronicznej rozrywki. Wielkie powodzenie Pac-Mana Iwatani wykorzystał po latach, w 2007 roku wydając przeznaczoną na konsolę Xbox 360 grę Pac-Man: Championship Edition, dedykowaną do rozgrywki turniejowej i z odświeżoną oprawą graficzną. Od 2004 roku Iwatani jest profesorem Uniwersytetu Sztuk Pięknych w Osace, a od 2007 roku – profesorem Politechniki w Tokio.